# Berts Katastrophen
Berts Katastrophen ist eine fünfzehnbändige Jugendbuchreihe der schwedischen Cousins Sören Olsson und Anders Jacobsson über den pubertierenden Bert Ljung vom 12. bis zum 17. Lebensjahr. Sie erschien von 1987 bis 1999 bei Rabén & Sjögren Bokförlag, Stockholm, und von 1990 bis 2005 bei der Verlagsgruppe Friedrich Oetinger, Hamburg.

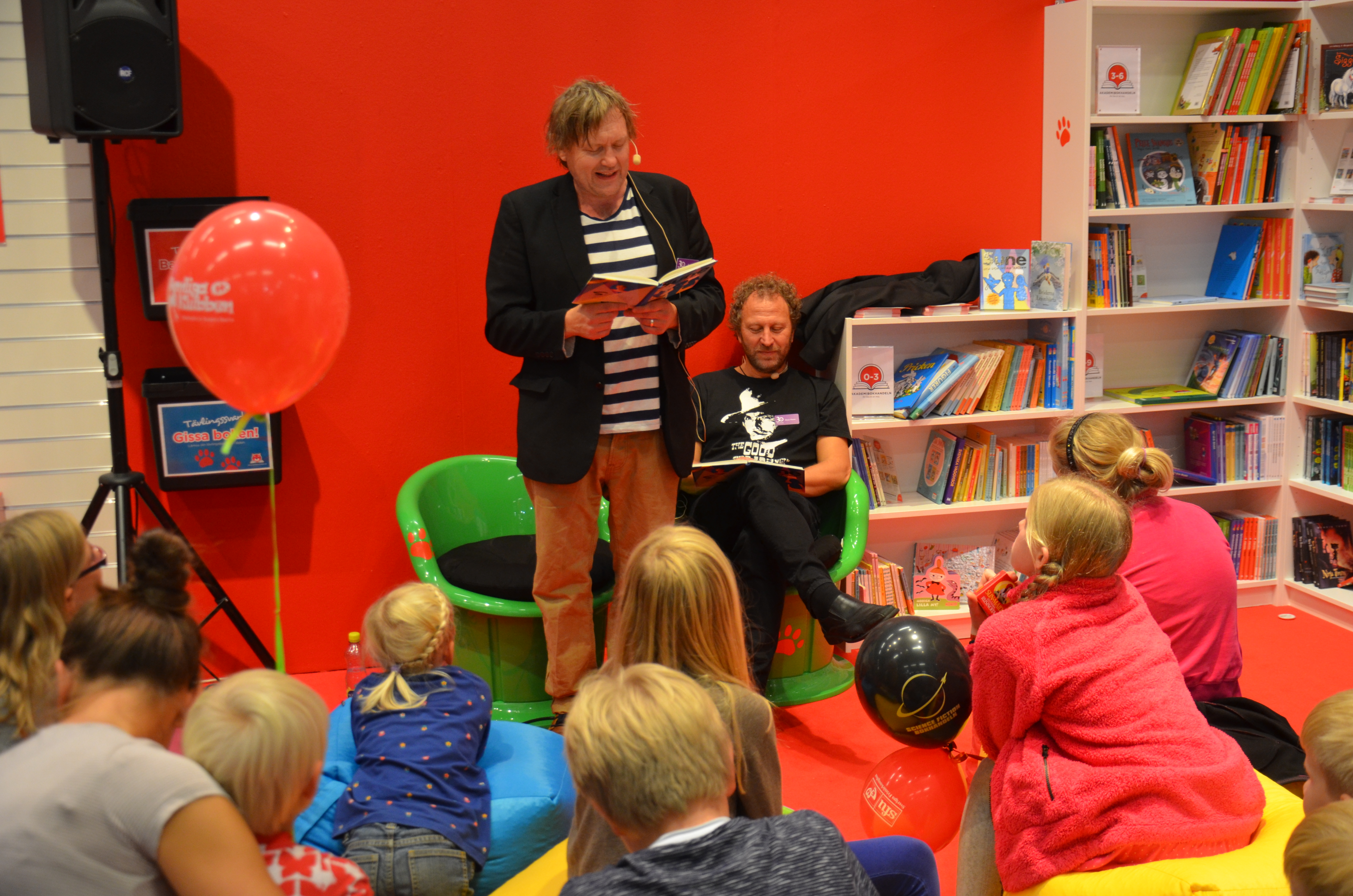
Anders Jacobsson und Sören Olsson beim Vorlesen, Buchmesse in Göteborg (2014)

Jedes Buch ist als ein Tagebuch geschrieben, das jedoch sehr narrativ ist, so dass manchmal der Eindruck entsteht, dass Bert das Tagebuch nicht für sich selbst, sondern für den Leser schreibt. Die Sprache ist komisch, mal ironisch, der Humor teilweise derb, teilweise über längere Zeiträume konstruiert. In Berts frühen Jahren überwiegt Klamauk und Kinderfantasie, später durchziehen eigene schwedische und englische Poesie und Songtexte mit teils komischem Inhalt die Tagebücher.

## Figuren

### Bert Ljung
(* 21. Februar 1976)
Hauptfigur und Autobiograph der Bücher. Bert hat blonde, fettige Haare und eine Brille. Er findet sich über weite Strecken hässlich. Er wohnt zusammen mit seinem etwas „verpeilten“ Vater Fredrik, einem Optiker, seiner Mutter, Madeleine, einer Busfahrerin, und seiner Schildkröte Ove in einem Mehrfamilienhaus in der schwedischen Stadt Öreskoga. Eheprobleme kennzeichnen die Beziehung seiner Eltern die Jahre hindurch. Bert besucht ab der 7. Klasse die Beckaschule. Er hat eine christliche und fromme, verwitwete Oma, die ihn in der Hinsicht auch etwas beeinflusst hat. Seine Großeltern väterlicherseits wohnen auf Gotland. Bert betont öfter, er sei zu einem Achtel ein Russe. Am liebsten hört Bert Hardrockmusik. Er spielt als Bassist mit seinen Freunden Arne, Erik und Nicke in einer Band, den HEMAN HUNTERS. In späteren Jahren ist Bert Antialkoholiker und außerdem recht poetisch. Sein Schreibstil ist anfangs manchmal albern, die ganze Zeit über komisch und selbstironisch. Stets nimmt das weibliche Geschlecht eine große Rolle in seinem Leben ein, vorrangig ist hierbei allerdings die körperliche Sehnsucht.

### Arne Nordin
Berts bester Freund. Früher begeisterter Wurmsammler, später passionierter Chemiker. Auf jeden Fall verrückt. Arne ist sich für keinen Unfug zu schade und ist der treibende Motor der Freunde, um Spaß zu haben. Er ist ziemlich kreativ und schwimmt gegen den Strom. Dadurch ist er ein enger Bekannter des Schulleiters. Er ist manchmal albern und unsensibel, vom Verhalten der kindischste der Freunde. Arnes Mutter ist tot. Dass sein Vater John eine neue Freundin, Hillevi, hat, ist anfangs schwer für ihn. Ferner hat er eine drei Jahre jüngere Schwester, Doris.

### Erik Linstett
Erik ist Berts und Arnes zweitbester Freund. Die drei bilden eine Clique innerhalb ihrer etwas weiter gefassten Schulclique. Das Besondere an Erik ist, dass er in der Buchreihe maßlos übertrieben als Spätreifer dargestellt wird, der z. B. mit 15 Jahren noch alle Milchzähne hat. Er ist ein Schwächling und sehr sensibel, heult z. B., wenn ihm das Eis aus der Hand fällt. Während seine Gewohnheiten bis fast an das Ende der Buchreihe die eines Kindes sind, ist sein Verhalten das erwachsenste der Gruppe. Eriks Eltern   Martin und Siv-Gun sind Gesundheitsfanatiker wie ihr Sohn. Eriks großer Bruder Mats ist verglichen mit Erik ganz normal.

### Nadja Nilsson
Nadja Nilsson ist Berts Freundin in den ersten Büchern (5.–6. Klasse) und auch später in Bert’s jungfräuliche Katastrophen. Er ist ziemlich lange und oft in sie verliebt, doch in den „vorletzten Katastrophen“ kommt es zu einer Entfremdung, weil sie sich mit Patricia schlägt. Nadja heißt mit zweitem Vornamen Alina und ist ungefähr so alt wie Bert, aber sie geht auf eine andere Schule, die Jungbergschule, und wohnt in einem anderen Stadtteil, der etwa vier Kilometer von Berts Haus entfernt ist. Sie hat schwarze Haare und dunkelbraune Augen und zieht sich gerne sexy an, trägt z. B. rote Miniröcke.
Sie hat noch drei große Brüder, welche Rocker sind und Bert immer auf ihren Motorrädern „verfolgen“.
Die Brüder heißen Roffe, Ragge und Reinhold und Bert hat zunächst Angst vor ihnen.
Außerdem spielt Nadja Geige und ist schnell beleidigt, wenn Bert dies kritisiert oder nicht mit auf ein Konzert kommt.

## Öreskoga
Öreskoga, die Heimatstadt von Bert und den anderen Charakteren der Bert-Bücher, ist eine fiktive Stadt in Schweden. Der Name Öreskoga setzt sich aus den Heimatorten der beiden Autoren zusammen (Sören Olssons Heimatstadt Örebro und Anders Jacobssons Heimatstadt Karlskoga).

## Die Bücher

### Berts gesammelte Katastrophen
Originalausgabe: 1987 (Berts dagbok), deutsche Ausgabe: 1990; Übersetzung von Anna-Liese Kornitzky; Zeichnungen von Franziska Becker; 128 Seiten; ISBN 3-7891-2263-7
14. Januar bis 4. Juni, 5. Klasse, 11–12 Jahre. Der heimliche, weil männliche Tagebuchschreiber Bert schwärmt für Rebecka, es wird jedoch nicht mehr daraus. Nachdem er sich in der Schuldisko in Nadja verliebt, telefoniert er nur mit ihr unter dem Pseudonym Arne und erfährt, dass sie einen Bert liebt. Trotz seiner Furcht vor ihren drei großen Brüdern gelingt es Bert, mit Nadja Kontakt aufzunehmen. Bei einem Date im Stadtpark küssen die beiden sich.
Die Liebe zu Nadja verändert das Kind Bert, der sich während des Buches vom Grundschüler zum Frühpubertierenden entwickelt. Der Humor in diesem Buch ist vergleichsweise albern, Liebe noch nicht so bedeutend wie später im Verhältnis zur Schule und den Freunden. Im ersten Buch entsteht die Clique aus den späteren Büchern, Berts Familie und Nachbarn werden eingeführt. Berts gesammelte Katastrophen fungiert als eine Exposition in die Buchreihe.

### Berts intime Katastrophen
Originalausgabe: 1990 („Berts första betraktelser“); deutsche Ausgabe: 1992; Übersetzung von Birgitta Kicherer; Zeichnungen von Franziska Becker; 158 Seiten; ISBN 3-7891-3902-5
1. Januar bis 30. April, 6. Klasse, 12/13 Jahre. Die Beziehung zwischen Bert und Nadja flaut immer mehr ab, während sich Bert allmählich in Paulina verliebt. Am 2.3. macht er Schluss mit Nadja. Später meldet er sich auf Drängen seiner Tante in Paulinas Ballettschule an, um in ihrer Nähe zu sein.
Berts Entwicklung zum Jugendlichen sowie die Exposition in Berts Welt werden in diesem Buch fortgeführt. Anfangs versteckt er sich wie im ersten Band hinter einer zweiten Identität, statt Treb Walker, seinem Pseudonym aus dem 1. Band, nun hinter dem Steinzeitmenschen Milton, den er für alle peinlichen Vorfälle verantwortlich macht. Im Verlauf des Buchs wird er jedoch reifer und erfahrener im Umgang mit Mädchen. Auch vom Aufbau seiner Tagebucheinträge ähneln die „intimen Katastrophen“ schon mehr den folgenden Büchern.

### Berts romantische Katastrophen
Originalausgabe: 1990 (Berts vidare betraktelser); deutsche Ausgabe: 1993; Übersetzung von Birgitta Kicherer; Zeichnungen von Sonja Härdin; 154 Seiten; ISBN 3-7891-3904-1.
2. Mai bis 31. August, 6. Klasse/Sommerferien, 13 Jahre. Während einer Fahrt ins Schullandheim erlebt Bert seinen ersten Zungenkuss mit Paulina, die danach aber deutlich Distanz zu ihm wahrt. Paulina gestaltet ihre Beziehung zu Berts Kummer rein freundschaftlich, lediglich vier Monate später umarmt sie ihn beim Nacktbaden. Bert macht mit seinen Eltern einen Urlaub nach New York und nach Jamaika, wo er die Jamaikanerinnen beim Schnorcheln von unten kennenlernen will. Tatsächlich ist er jedoch im romantischen karibischen Sommer sehr einsam. Am Ende des Sommers kommt Bert in die 7. Klasse und damit in die weiterführende Schule, was eine ziemliche Umstellung von ihm erfordert.
Mit den „romantischen Katastrophen“ beginnt die Bert-Reihe erst richtig. Die vorigen zwei Bände unterscheiden sich deutlich von den Büchern ab diesem Werk, auch optisch: So sind die Zeichnungen ab diesem Buch von Sonja Härdin, die einen naturalistischeren Zeichenstil hat. Auch die Altersempfehlung des Oetinger-Verlags beträgt nun 4 Punkte (Jugendbuch), nicht mehr 3. Berts Sexualleben erwacht in diesem Band, zusammen mit seinen sexuellen Erfahrungen. Die Liebe und der Liebeskummer in Bezug auf Paulina sind deutlich reifer als die Beziehung mit Nadja. Bert hat seinen kindisch-albernen Schreibstil abgelegt und die Sprache gefunden, der er sich von nun an bedient.

### Berts Herzenskatastrophen
Originalausgabe: 1991 (Berts ytterligare betraktelser); deutsche Ausgabe: 1994; Übersetzung von Birgitta Kicherer; Zeichnungen von Sonja Härdin; 159 Seiten; ISBN 3-7891-3902-5
1. September bis 31. Dezember, 7. Klasse, 13 Jahre. Bert lebt sich an seiner neuen Schule ein. Paulina ist endgültig Geschichte, seit sie einen ihm verhassten Freund hat. Bert schwärmt für die ältere Ida, doch die einzige, die Interesse zeigt, ist ihre hässliche Freundin Mona. Gegen Ende des Buchs beginnt für ihn eine große Liebe zu Emilia.
Berts Herzenskatastrophen kann als exemplarisch für die Reihe gelten. Statt viel Handlung werden die Charaktere und ihre Beziehungen zueinander beschrieben, ein Gemälde von Berts Leben. Das Buch beschreibt eine Zwischenphase zwischen Berts erster intensiver Liebeserfahrung Paulina und seiner großen Liebe Emilia.

### Berts hemmungslose Katastrophen
Originalausgabe: 1991 („Berts bravader“); deutsche Ausgabe: 1995; Übersetzung von Birgitta Kicherer; Zeichnungen von Sonja Härdin; 144 Seiten; ISBN 3-7891-3907-6
2. Januar bis 1. Januar, 7./8. Klasse, 13/14 Jahre. Dieser Band ist der Emilia-Band. In ihm wird beschrieben, wie Bert und Emilia nach Liebesbriefen und anderen Zeichen seiner Gefühle zusammenfinden. Beim Baden mit der Clique passiert es schließlich: Emilia sonnt sich an bzw. auf Berts Seite und die beiden küssen sich schließlich. Von da an sind sie ein Paar und Bert macht Erfahrungen mit Petting. In diesem Sommer hat Bert außerdem einen Ferienjob im Café, über den er viel schreibt.
Verglichen mit den „Herzenskatastrophen“ ist dieser Band wieder etwas erwachsener. Berts immer erfahrenerer Umgang mit Mädchen und das reifere Verhalten seiner Clique tragen zu diesem Eindruck bei, aber auch Bert selbst, der sich mit 14 erwachsen fühlt und inzwischen an Starkbier, Mopeds und Bartwuchs denkt.

### Berts heimliche Katastrophen
Originalausgabe: 1992 („Berts bekännelser“); deutsche Ausgabe: 1996; Übersetzung von Birgitta Kicherer; Zeichnungen von Sonja Härdin; 150 Seiten; ISBN 3-7891-4403-7
15. Januar bis 7. Juni, 8. Klasse, 14/15 Jahre. Während Bert eifrig sein erstes Mal mit Emilia plant, entgeht ihm, wie offensichtlich sie sich zu seinem besten Freund hingezogen fühlt. Als sie ihn schließlich mit Arne betrügt, stürzt das Bert nicht nur in Liebeskummer, sondern auch in eine Persönlichkeitskrise. Über mehrere Wochen bestimmt das Gefühl, hässlich zu sein, sein einziges Denken. Die Freundschaft zwischen Arne und Bert übersteht Emilia letztendlich. Als Bert und Arne für Erik eine Kontaktanzeige aufgeben, lernt Bert unter den Antwortenden die zwei Jahre jüngere Gabriella kennen. Eine Beziehung zu ihr schließt er jedoch aufgrund des Altersunterschieds aus.
Das Buch ähnelt noch ziemlich seinem Vorgänger, ist jedoch nicht so fröhlich. Der Einschnitt in Berts Persönlichkeit, den das abrupte Ende der Beziehung mit Emilia bewirkt hat, ist sichtbar.

### Berts Megakatastrophen
Originalausgabe: 1994 („Berts bekymmer“); deutsche Ausgabe: 1997; Übersetzung von Birgitta Kicherer; Zeichnungen von Sonja Härdin; 160 Seiten; ISBN 3-7891-4405-3
Sommer bis Weihnachten, 9. Klasse, 15 Jahre. „Alles ist ein einziges Trauerspiel – der Herbst, der Schimmel, die Dunkelheit, die Liebe, Björna sowie meine Eltern.“ – Das Buch ist ziemlich handlungsarm. So deprimiert wie im Zitat wirkt Bert nicht das ganze Buch über, jedoch so gelangweilt. Bert schwärmt immer noch für Gabriella, doch über ihren Flirt hinaus geschieht nichts; Bert denkt immer noch, eine Beziehung mit einem „unerfahrenen Kind“ sei moralisch nicht vertretbar. Sein Kumpel Björna erkrankt an Krebs.
Insgesamt beschreibt das Buch ein Leben ohne Liebe, in der Bert mit Gabriella nur in seiner Fantasie seinen Drang nach Liebe und Sexualität befriedigt. Das Buch vertieft das Trio Bert, Arne, Erik und berichtet von ihren gemeinsamen Unternehmungen statt eine Entwicklung in Berts Persönlichkeit zu beschreiben. Es ist somit ein ruhigerer Band, der die in den „heimlichen Katastrophen“ begonnene Zwischenphase zwischen der Liebe mit Emilia und der späteren mit Nadja fortsetzt.

### Berts jungfräuliche Katastrophen
Originalausgabe: 1995 („Berts bryderier“); deutsche Ausgabe: 1997; Übersetzung u. a. von Birgitta Kicherer; Zeichnungen von Sonja Härdin; 144 Seiten; ISBN 3-7891-4409-6
25. Dezember bis 13. Februar, 9. Klasse, 15 Jahre. Björna erholt sich von seinem Krebs. Bert hat durch einen One-Night-Stand fast sein Erstes Mal. Bevor es aber dazu kommt, gelangt er zu der Auffassung, dass er keinen unverbindlichen Sex ohne eine wenigstens lose Beziehung will. Arne lernt auf einer Party seine Freundin, das gehörlose Fotomodell Celine kennen. Bert fühlt sich wieder zu Nadja hingezogen und verbreitet  gemeine Gerüchte über ihren Freund, um die beiden zu entzweien. Anschließend tröstet er Nadja. Er gesteht ihr seine Aktion und seine Liebe. Die beiden werden jedoch noch kein festes Paar.
Einen großen Teil des Buches machen die langen und vielen Songtexte und Gedichte Berts aus. Der 8. Band ähnelt inhaltlich und formal dem Vorgänger, die Stimmung ist aber etwas optimistischer, nicht zuletzt durch die Gefühle für Nadja. Berts Gedanken drehen sich darin hauptsächlich um Sex.

### Berts haarsträubende Katastrophen
Originalausgabe: 1996 („Berts befrielse“); deutsche Ausgabe: 1998; Übersetzung von Birgitta Kicherer; Zeichnungen von Sonja Härdin; 176 Seiten; ISBN 3-7891-4415-0
14. Februar bis 14. April, 9. Klasse, 15/16 Jahre. Während Arnes Beziehung mit Celine scheitert, pflegt Bert eine erotische Beziehung mit Nadja. Kurz bevor sie zum ersten Mal miteinander schlafen wollen, verliebt sich Bert bei einem Auftritt seiner Band im Jugendgefängnis in Nolina. Er empfindet nichts mehr für Nadja, es kommt nicht zum Sex. Außerdem durchlebt die Freundschaft zu Erik eine Krise, weil Arne und Bert Erik herablassend behandelten.
Vom Charakter knüpft das Buch gut an die „jungfräulichen Katastrophen“ an.

### Berts vorletzte Katastrophen
Originalausgabe: 1997 („Berts och beundrarinnorna“); deutsche Ausgabe: 2000; Übersetzung von Birgitta Kicherer; Zeichnungen von Sonja Härdin; 159 Seiten; ISBN 3-7891-4417-7
15. April bis 14. Juni, 9. Klasse, 16 Jahre. Bert muss seine Liebe zu Nolina sofort wieder begraben, als er erfährt, dass sie in ein anderes Gefängnis verlegt wurde. Daraufhin gibt es zeitweilig niemanden in Berts Leben, für den er Gefühle hegt. Dennoch stehen viele Menschen auf ihn: Arnes 12-jährige Schwester Doris, zwei Fußballfans im gleichen Alter, drei Verehrerinnen aus der Siebten und ein Junge namens Mikael. Sogar bei Erik läuft es sexuell besser als bei Bert, da Erik sein erstes Mal mit einer betrunkenen 35-Jährigen hat. Bert ist ziemlich einsam, bis seine Beziehung zu Patricia, die er zuvor nur für einen guten Kumpel hielt, zu einer gegenseitigen Liebe wird.
Der vorletzte Band ist in Bezug auf die Sprache und auf den Inhalt erwachsener als die vorherigen. Schon zu Anfang ist eine erkennbare Weiterentwicklung bei Bert zu sehen, da er nicht mehr so wild auf Sex ist wie zuvor.

### Berts allerletzte Katastrophen
Originalausgabe: 1999 („Berts bokslut“); deutsche Ausgabe: 2000; Übersetzung von Birgitta Kicherer; Zeichnungen von Sonja Härdin; 144 Seiten; ISBN 3-7891-4422-3 Verlag; Oetinger
10. Juli bis 12. August, Sommerferien zwischen 9. Klasse und Oberstufe, 16 Jahre. Im letzten Bert-Band machen Bert, Arne und Erik eine Rundreise durch Europa, während ihre Eltern denken, sie würden durch Schweden reisen. Zuvor schlägt Patricia Bert eine Verlobung vor. Die drei Freunde reisen nach Kopenhagen, Hamburg, Salzburg, Wien, Budapest, an den Balaton und nach Rimini. Dort lernt Bert Rebecca kennen. Die beiden verlieben sich und Rebecca reist der Gruppe nach Venedig hinterher und schließlich sogar bis nach Spanien, wo die Freunde einen Badeurlaub machen, bevor sie nach Murcia weiterfahren. In Paris helfen sie einem schwer kranken Obdachlosen. Danach begegnen sie ihren Eltern, die von der Europareise schnell erfahren haben. Sie bleiben noch eine Weile in Paris. Zuhause macht Patricia mit Bert Schluss.
Das letzte Buch unterscheidet sich deutlich von den anderen, weil es eine Rundreise schildert, kein normales Leben. Die Liebe tritt dadurch in den Hintergrund, doch Bert wird sich klar: Auch Patricia ist nicht die Richtige, die Suche geht weiter, auch über die Buchreihe hinaus. Olsson und Jacobsson gelingen durch den veränderten Handlungsrahmen mehr humoristische Elemente als sonst, so dass das Buch unterhaltsamer ist als die Vorgänger. Auch die Figur Bert wird vertieft, man erfährt einiges über seine inzwischen sehr reife und erwachsene Weltanschauung.

## Weitere Bände
Es erschienen außerdem Bert und die Bazillen, Bert und die schlimmen Brüder und Bert und die coolen Jungs, die alle in seinem zwölften Lebensjahr (mit Nadja) spielen, sowie Bert Babyface, das in den drei Wochen zwischen den vorletzten und den allerletzten Katastrophen spielt und Berts Reise nach New York zu seinem Onkel Janne zum Thema hat. Weiterhin gibt es Berts beste Katastrophen, Berts allergrößte Katastrophen, Berts allerpeinlichste Katastrophen und Berts beste Familienkatastrophen (Beste Episoden).

## Verfilmungen
Im Jahr 2020 wurde in Schweden ein zum Teil auf den Büchern basierender Film mit dem Titel Berts dagbook veröffentlicht.
2021 wurde eine ebenfalls zum Teil auf den Büchern basierende Familien-Serie veröffentlicht.